# حدود فرنسا

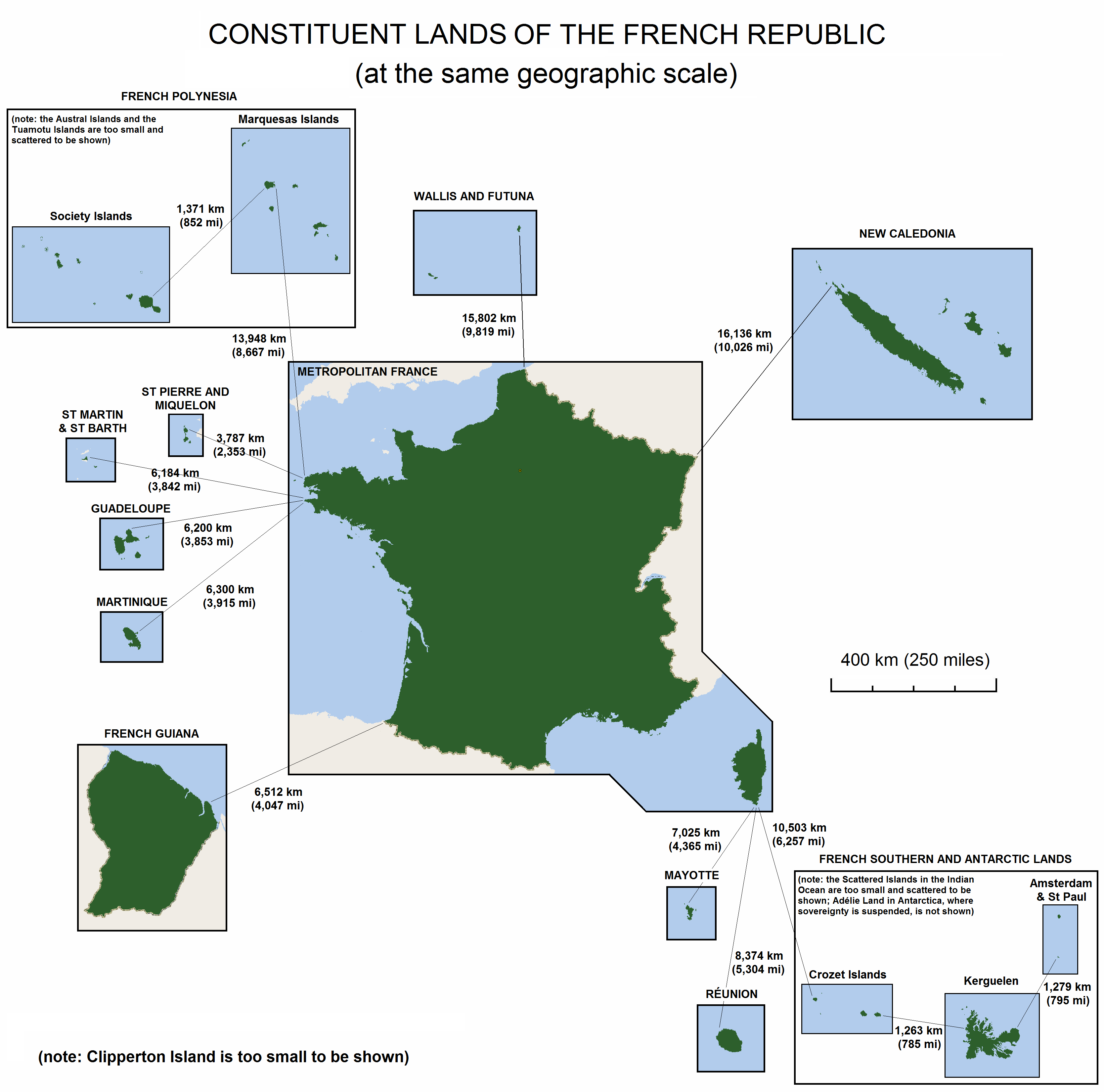
فرنسا وأراضيها

للجمهورية الفرنسية  حدود برية مع 10 دول ذات سيادة، 8 منها تحد فرنسا القارية  و2 تحد أقاليم ما وراء البحار الفرنسي،   وبإجمالي طول 3,959 كيلومترًا (2,460 ميلًا). بالإضافة إلى ذلك، تحد أراضي فرنسا خمس دول وأقاليم إضافية. 

## قائمة
تُدرج أدناه أطوال الحدود التي تتقاسمها فرنسا مع بلدان وأقاليم مختلفة. الحدود البحرية ليست كلها مشمولة.

### فرنسا القارية
| الدولة    | طول الحدود           | المناطق الحدودية                                  |
| --------- | -------------------- | ------------------------------------------------- |
| بلجيكا    | 556 كم (345 ميل)     | أو دو فرانس الشرق الكبير                          |
| لوكسمبورج | 69 كم (43 ميل)       | الشرق الكبير                                      |
| ألمانيا   | 418 كم (260 ميل)     | الشرق الكبير                                      |
| سويسرا    | 525 كم (326 ميل)     | بورغوندي-فرانش كونتيه أوفيرن-رون-ألب الشرق الكبير |
| إيطاليا   | 476 كم (296 ميل)     | أوفيرن-رون-ألب بروفانس ألب كوت دازور              |
| موناكو    | 6 كم (4 ميل)         | بروفانس ألب كوت دازور                             |
| إسبانيا   | 646 كم (401 ميل)     | أقطانية الجديدة أوكسيتانيا                        |
| أندورا    | 55 كم (34 ميل)       | أوكسيتانيا                                        |
| المجموع   | 2,751 كم (1,709 ميل) |                                                   |

### مقاطعات وأقاليم ما وراء البحار
| الدولة   | طول الحدود         | المناطق الحدودية |
| -------- | ------------------ | ---------------- |
| سورينام  | 556 كم (345 ميل)   | غويانا الفرنسية  |
| البرازيل | 730 كم (454 ميل)   | غويانا الفرنسية  |
| المجموع  | 1,221 كم (759 ميل) |                  |

### تجمعات وأراضي ما وراء البحار
| الدولة                                                         | طول الحدود     | حدود التجمعات/الأراضي                       |
| -------------------------------------------------------------- | -------------- | ------------------------------------------- |
| مملكة هولندا                                                   | 16 كم (10 ميل) | سان مارتين                                  |
| تبعية روس (نيوزيلندا)                                          | -              | الأراضي الفرنسية الجنوبية والقطبية الجنوبية |
| الإقليم البريطاني في القارة القطبية الجنوبية (المملكة المتحدة) | -              | الأراضي الفرنسية الجنوبية والقطبية الجنوبية |
| الإقليم الأسترالي في القطب الجنوبي (أستراليا)                  | -              | الأراضي الفرنسية الجنوبية والقطبية الجنوبية |
| أرض الملكة مود (النرويج)                                       | -              | الأراضي الفرنسية الجنوبية والقطبية الجنوبية |